# Argentina, 1985
Argentina, 1985 (bra/prt: Argentina, 1985) é um filme argentino de 2022 dirigido e coescrito por Santiago Mitre. Está protagonizado por Ricardo Darín e Peter Lanzani.
O filme teve sua estreia mundial na 79° edição do Festival Internacional de Cinema de Veneza, onde competiu na secção oficial em concorrência pelo Leão de Ouro ao melhor filme, junto a outros 22 candidatos de todo mundo.
Além da sede na Argentina, a companhia produtora do filme também tem sede nos Estados Unidos e no Reino Unido, por isso os créditos para os três países.

## Contexto histórico
O Julgamento das Juntas Militares (ou Julgamento das Juntas como lho conhece historicamente) foi o primeiro julgamento no mundo por um tribunal civil contra comandantes militares que tinham estado no poder. Depois de assumir a Presidência da Nação, Raúl Alfonsín assinou em 13 de dezembro de 1983 o decreto 158 que dava pé ao começo do processo judicial. Dois dias depois, instituía-se a Comissão Nacional sobre o Desaparecimento de Pessoas (CONADEP).[carece de fontes?]
O julgamento começou em 22 de abril de 1985 e as audiências duraram até agosto de 1985. Em cerca de 530 horas de audiências, 839 testemunhas testemunharam no chamado "causa 13". O tribunal esteve integrado pelos juízes León Arslanian, Ricardo Gil Lavedra, Jorge Torlasco, Andrés D'Alessio, Guillermo Ledesma e Jorge Valerga Aráoz. O promotor foi Julio César Strassera, e seu adjunto Luis Gabriel Moreno Ocampo. Os letrados usaram como base probatória o relatório "Nunca mais", realizado pela CONADEP.[carece de fontes?]
A Câmara Federal finalmente ditou sentença por 709 casos onde foram condenados Jorge Rafael Videla e Emilio Massera à reclusão perpétua; Orlando Ramón Agosti a quatro anos e seis meses de prisão; Roberto Eduardo Viola a 17 anos de prisão; e Armando Lambruschini à pena de oito anos de prisão.

## Sinopse
O filme está inspirado na história, real, de Julio Strassera e Luis Moreno Ocampo.
No filme retrocede-se até o ano 1985, quando dois promotores começam a pesquisar e julgar à cabeças da ditadura militar argentina. No filme, Strassera e Ocampo enfrentam-se à influência das pressões políticas e militares e reúnem a uma equipa legal de advogados para levar a cabo o julgamento das juntas.[carece de fontes?]

## Elenco
- Ricardo Darín como Julio César Strassera
- Peter Lanzani como Luis Moreno Ocampo
- Claudio da Passano como Carlos Somigliana
- Alejandra Flechner como Silvia Strassera
- Brian Sichel como Federico Currais
- Norman Briski como Russo

## Prêmios e nominações
| Festival                                   | Data de evento                        | Categoria                                          | Indicado(s) | Prêmio   | Ref    |
| ------------------------------------------ | ------------------------------------- | -------------------------------------------------- | --- | -------- | ------ |
| Festival de Veneza                         | 31 de agosto - 10 de setembro de 2022 | Golden Lion                                        | Santiago Mitre | Indicado | [ 10 ] |
| Festival de Veneza                         | 31 de agosto - 10 de setembro de 2022 | FIPRESCI Award                                     | Santiago Mitre | Venceu   | [ 11 ] |
| Festival de Veneza                         | 31 de agosto - 10 de setembro de 2022 | Prêmio SIGNIS Menção Especial                      | Santiago Mitre | Venceu   | [ 12 ] |
| Festival de San Sebastián                  | 16 - 24 de setembro de 2022           | People's Choice Award                              | Argentina, 1985 | Venceu   | [ 13 ] |
| Festival de Londres                        | 5 - 16 de outubro de 2022             | Melhor Filme                                       | Argentina, 1985 | Indicado | [ 14 ] |
| National Board of Review                   | 8 de dezembro de 2022                 | Top5 Filmes em Língua Estrangeiro                  | Argentina, 1985 | Venceu   | [ 15 ] |
| National Board of Review                   | 8 de dezembro de 2022                 | Prêmio Liberdade de Expressão                      | Argentina, 1985 | Venceu   | [ 15 ] |
| Forqué Awards                              | 17 de dezembro de 2022                | Melhor Filme Latino-Americano                      | Argentina, 1985 | Venceu   | [ 16 ] |
| Dallas–Fort Worth Film Critics Association | 19 de dezembro de 2022                | Melhor Filme Estrangeiro                           | Argentina, 1985 | 3º Lugar | [ 17 ] |
| San Francisco Film Critics Circle          | 9 de Janeiro de 2023                  | Melhor Longa-Metragem Internacional                | Argentina, 1985 | Indicado | [ 18 ] |
| Globo de Ouro                              | 10 de Janeiro de 2023                 | Melhor filme em língua estrangeira                 | Argentina, 1985 | Venceu   | [ 19 ] |
| Georgia Film Critics Association           | 13 de Janeiro de 2023                 | Melhor Filme Internacional                         | Argentina, 1985 | Indicado | [ 20 ] |
| Critics' Choice Movie Awards               | 15 de Janeiro de 2023                 | Melhor Filme Estrangeiro                           | Argentina, 1985 | Indicado | [ 21 ] |
| Goya Awards                                | 11 de Fevereiro de 2023               | Melhor Filme Ibero-Americano                       | Argentina, 1985 | Venceu   | [ 22 ] |
| Satellite Awards                           | 11 de Fevereiro de 2023               | Melhor Filme - Internacional                       | Argentina, 1985 | Venceu   | [ 23 ] |
| Houston Film Critics Society               | 18 de Fevereiro de 2023               | Melhor Filme em Língua Estrangeira                 | Argentina, 1985 | Indicado | [ 24 ] |
| Hollywood Critics Association Awards       | 24 de Fevereiro de 2023               | Melhor Filme Internacional                         | Argentina, 1985 | Indicado | [ 25 ] |
| Golden Reel Awards                         | 26 de Fevereiro de 2023               | Melhor Edição de Som – Filme em Língua Estrangeira | Santiago Fumagalli, Juan Ignacio Giobio, Nahuel De Camillis, Ignacio Seligra, Nicolás Mannara, Diego Marcone, Stephen M. Davis | Indicado | [ 26 ] |
| Academy Awards                             | 12 de Março de 2023                   | Melhor Filme Internacional                         | Argentina, 1985 | Indicado | [ 27 ] |